# Palladam
Palladam é uma panchayat (vila) no distrito de Coimbatore, no estado indiano de Tamil Nadu.

## Geografia
Palladam está localizada a 10° 59′ N, 77° 18′ L. Tem uma altitude média de 325 metros (1066 pés).

## Demografia
Segundo o censo de 2001,  Palladam  tinha uma população de 29,145 habitantes. Os indivíduos do sexo masculino constituem 51% da população e os do sexo feminino 49%. Palladam tem uma taxa de literacia de 73%, superior à média nacional de 59.5%: a literacia no sexo masculino é de 80% e no sexo feminino é de 65%. Em Palladam, 11% da população está abaixo dos 6 anos de idade.